# فیلاتیرا
فیلاتیرا (به ایتالیایی: Filattiera) یک کومونه در ایتالیا است که در استان ماسا-کارارا واقع شده‌است.

## خصوصیات
فیلاتیرا ۴۸٫۹ کیلومترمربع مساحت و ۲٬۴۲۷ نفر جمعیت دارد و ۲۱۳ متر بالاتر از سطح دریا واقع شده‌است.